# Adil Osmanov
Adil Osmanov (ur. 2 lipca 2000 w Moskwie) – mołdawski judoka, medalista olimpijski z Paryża (2024).

## Życiorys
Urodził się 2 lipca 2000 roku w Moskwie, stolicy Rosji. Jego tata był Azerem, a mama Mołdawianką. W wieku siedemnastu lat zaczął reprezentować Mołdawię.
W 2024 roku w barwach Mołdawii wziął udział w Letnich Igrzyskach Olimpijskich w Paryżu, gdzie w rywalizacji judoków do 73 kilogramów zdobył brązowy medal, przegrywając jedynie z Joanem-Benjaminem Gabą w półfinale. W walce o brązowy medal pokonał Włocha Manuela Lombardo.
W 2024 roku wygrał zawody rangi Grand Slam w Antalyi.